# Bartholomaeus Praetorius
Bartholomaeus Praetorius (geboren ca. 1590 in Marienburg, Westpreußen; gestorben 1623 in Stockholm) war ein deutscher Komponist und Musiker, der am Hofe des Kurfürsten von Brandenburg wirkte. Sein wichtigstes Werk ist Neue liebliche Paduanen und Galliarden zu fünf Stimmen, das 1616 in Berlin erschien. In der von Gino Tagliapietra herausgegebenen Anthologie alter und neuer Musik für Klavier (Ricordi) fanden eine Paduana und eine Gagliarda in einer Klavierübertragung Aufnahme.

## Werke
- Newe liebliche Paduanen und Galliarden zu fünff Stimmen : ...auff allen Musicalischen Instrumenten; Insbesonderheit aber auff Figoli Gamba und Figoli di Braza, artlich zugebrauchen. Berlin, 1616